# 212
El 212 (CCXII) fou un any de traspàs començat en dimecres del calendari julià.

## Esdeveniments
- Caracal·la decreta la Constitutio Antoniana, amb la qual tots els homes lliures de l'Imperi Romà esdevenen ciutadans.[1]